# Замин-Ууд
Замин-Ууд (монг. Замын-Үүд — дорожні ворота) — місто і сомон на південному сході Монголії. Станом на 2008 рік населення міста складало 11527 людей.

## Транспорт

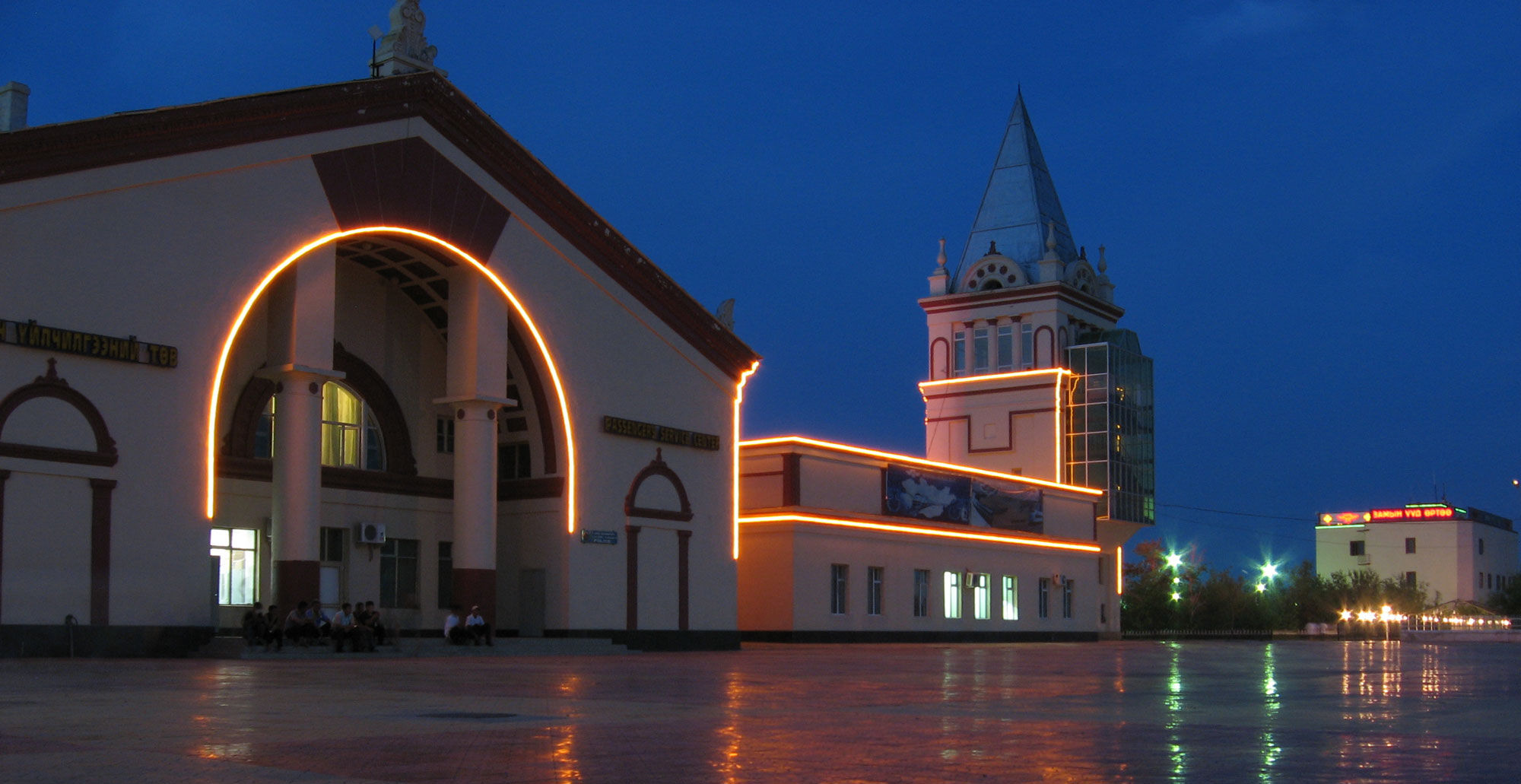
Залізнична станція в Замин-Ууді

Замин-Ууд розташовано на кордоні з Китайською Народною Республікою — на китайському боці розташована залізнична станція Ерлянь яка є кінцевою станцією Трансмонгольської залізниці, де потяги переводяться на китайські рейки.

Залізнична станція може одночасно вміщати до 1000 вагонів, щоденно тут перевантажується 320–360 вагонів. Також тут збудовано новий термінал, який розрахований на перевантаження 160 вагонів на добу.
13 квітня 1995 було відкрито новий залізничний вокзал.
Також між двома містами знаходиться прикордонний перехід для автомобільного транспорту, звідси починається автомобільний шлях через Улан-Батор до кордону Росії.
Ця дорога формує північну частину коридору ЦАРЕС 4-b.

Автомобільний перехід відкритий з 9 години ранку, по вихідних пункт пропуску зачинений. У 2004 році було зафіксовано 950 тисяч перетинів кордону.
Від вокзалу Замин-Ууде до Ерляні можна доїхати на таксі «УАЗ», вартість проїзду 10 тисяч тугриків чи 10 доларів США.

## Економіка
Місто є важливим економічним центром Монголії, через нього імпортується в Монголію 90-95% будівельних матеріалів та 70-80% продовольства.

## Дипломатичні установи
3 липня 2014 року у місті відкрилось Генеральне консульство КНР яке стало першою консульською установою Китаю в Монголії.

## Вільна економічна зона
За рішенням монгольського уряду в місті створена ВЕЗ площею 900 га, вона розвивається в парі з китайським містом Ерлянь, 2005 року між містами прокладена дорога, у планах вона має з'єднатись з дорогою Чойр-Сайншанд-Замин-Ууд.

### Клімат
| Клімат                    | Клімат | Клімат | Клімат | Клімат | Клімат | Клімат | Клімат | Клімат | Клімат | Клімат | Клімат | Клімат | Клімат |
| Показник                  | Січ.   | Лют.   | Бер.   | Квіт.  | Трав.  | Черв.  | Лип.   | Серп.  | Вер.   | Жовт.  | Лист.  | Груд.  |        |
| Абсолютний максимум, °C   | 10,5   | 13,0   | 24,9   | 34,0   | 37,1   | 39,9   | 40,0   | 40,3   | 34,6   | 27,6   | 19,4   | 9,9    |        |
| Середній максимум, °C     | −11    | −6     | 4,8    | 14,4   | 23,0   | 27,8   | 29,8   | 27,7   | 21,4   | 13,0   | 1,4    | −8,6   |        |
| Середня температура, °C   | −18,5  | −14,5  | −4,5   | 5,9    | 14,4   | 20,2   | 22,8   | 20,8   | 13,5   | 4,4    | −6,6   | −15,9  |        |
| Середній мінімум, °C      | −24,7  | −21,8  | −11,9  | −2     | 6,8    | 12,4   | 16,2   | 14,3   | 6,7    | −2,3   | −12,7  | −21,8  |        |
| Абсолютний мінімум, °C    | −39,3  | −42,3  | −28,4  | −18,6  | −9     | −6,5   | 7,2    | 0,9    | −5,6   | −17,5  | −30,5  | −39,9  |        |
| Норма опадів, мм          | 1.9    | 1.3    | 1.6    | 3.8    | 7.1    | 14.9   | 28.5   | 29.1   | 14.0   | 5.8    | 1.9    | 1.1    |        |
| Днів з опадами            | 0,6    | 0,3    | 0,6    | 1,0    | 1,6    | 2,6    | 5,0    | 4,7    | 2,7    | 1,2    | 0,8    | 0,4    |        |
| ------------------------- | ------ | ------ | ------ | ------ | ------ | ------ | ------ | ------ | ------ | ------ | ------ | ------ | ------ |
| Джерело: NOAA (1961-1990) |        |        |        |        |        |        |        |        |        |        |        |        |        |